# Armadillo flavescens
Armadillo flavescens är en kräftdjursart som först beskrevs av Brandt 1833.  Armadillo flavescens ingår i släktet Armadillo och familjen Armadillidae. Inga underarter finns listade i Catalogue of Life.